# The Need Act
The Need Act (National Emergency Employment Defense Act of 2011) är det reformförslag som lades fram i form av en proposition av den amerikanske kongressmannen Dennis Kucinich, Demokraterna, den 21 september 2011. I propositionen föreslås en historisk penningreform, vilken bland annat avser att göra ett slut på systemet med fraktionella reserver ("fractional reserve banking") liksom en återbetalning av USA:s statsskuld. Förutom dessa mål är syftet med reformen också att möjliggöra investeringar och skapandet av många nya jobb, och tanken är att allt detta skall kunna åstadkommas utan att vare sig öka skatterna eller öka skuldsättningen. Metoden är att sätta Federal Reserve, det vill säga centralbanken, under finansdepartementet och sedan låta trycka och injicera en lämplig mängd nyskapade United States-sedlar, där lagom avser en mängd som inte skapar inflation.

## Historisk bakgrund

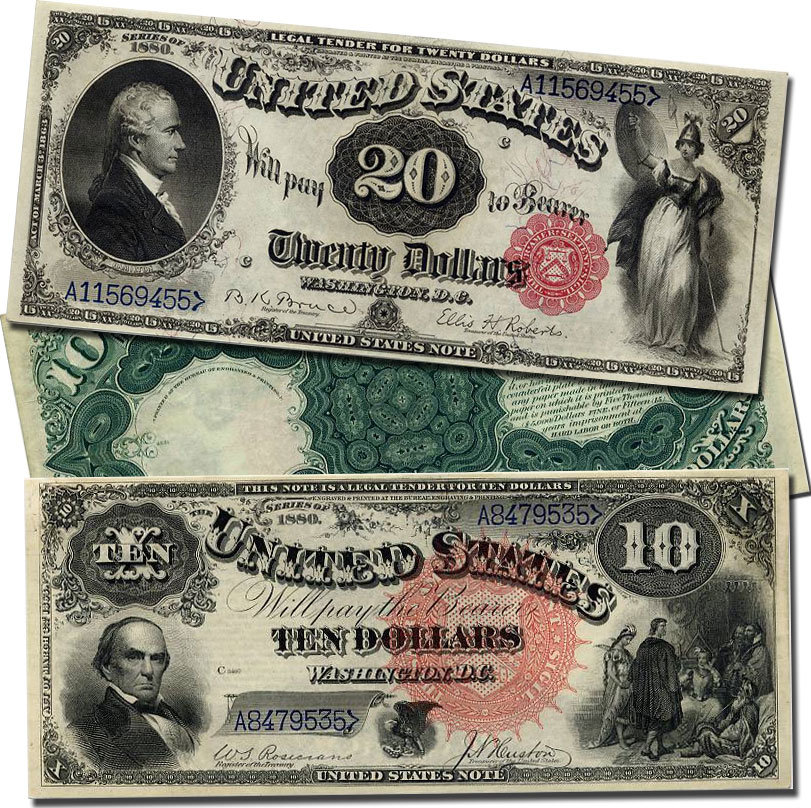
Greenbacks

Under USA:s koloniala era lät vissa delstater sin delstatsregering trycka pengar för direkt cirkulation i ekonomin. Massachusettspundet var ett tidigt exempel och senare även Pennsylvaniapundet. Revolutionskongressen tryckte Continentals för att finansiera det Amerikanska frihetskriget, även om valutan blev kraftigt nedvärderad på grund av massiv förfalskning från Storbritanniens sida. 1961-1962, under det Amerikanska inbördeskriget, lät Abraham Lincoln Kongressen trycka så kallade Greenbacks.